# Euskal Herria Bildu

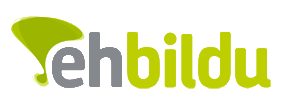
EHB:s logotyp

Euskal Herria Bildu (EHB) är en baskisk vänsternationalistisk koalition som grundades 2012 av bland annat Eusko Alkartasuna, Aralar, Alternatiba, Sortu och diverse fristående organisationer och personer, däribland tidigare medlemmar i Batasuna. EHB är med sina 21 ledamöter det näst största partiet i Baskiens parlament sedan valet 2012. Partiordförande är Laura Mintegi som också var partiets kandidat till posten som regionpresident i Baskien.